# Juniorvärldsmästerskapet i ishockey 2014
Juniorvärldsmästerskapet i ishockey 2014, JVM i ishockey 2014, var den 38:e upplagan som arrangerades av IIHF, en ishockeyturnering för herrlandslag med spelare födda 1994 eller senare. Huvudturneringen spelades mellan 26 december 2013 och 5 januari 2014 och vanns av Finland.
Turneringen spelades i Malmö, Sverige. Malmö Arena med plats för 12 500 åskådare var huvudarena för mästerskapen, med Malmö isstadion som sekundärarena. 
JVM i ishockey avgörs i sex divisioner – Toppdivisionen, Division I A och B, Division II A och B, samt Division III. Dessa divisioner spelas enligt följande schema:
- Toppdivisionen JVM spelades i  Malmö, Sverige, från  26 december 2013 till 5 januari 2014.
- JVM Division I grupp A spelades i Sanok, Polen, från 15 till 21 december 2013.
- JVM Division I grupp B spelades i Dumfries, Storbritannien, från 9 till 15 december 2013.
- JVM Division II grupp A spelades i Miskolc, Ungern, från 15 till 21 december 2013.
- JVM Division II grupp B spelades i Jaca, Spanien, från 11 till 17 januari 2014.
- JVM Division III spelades i Izmir, Turkiet, från 12 till 18 januari 2014.

## Slutställning
¦¦ Flyttas upp en division

¦¦ Flyttas ned en division
| JVM 2014 | JVM 2014  |
| -------- | --------- |
| 1        | Finland   |
| 2        | Sverige   |
| 3        | Ryssland  |
| 4        | Kanada    |
| 5        | USA       |
| 6        | Tjeckien  |
| 7        | Schweiz   |
| 8        | Slovakien |
| 9        | Tyskland  |
| 10       | Norge     |

| JVM 2014 Div IA | JVM 2014 Div IA |
| --------------- | --------------- |
| 11              | Danmark         |
| 12              | Lettland        |
| 13              | Vitryssland     |
| 14              | Österrike       |
| 15              | Slovenien       |
| 16              | Polen           |

| JVM 2014 Div IB | JVM 2014 Div IB |
| --------------- | --------------- |
| 17              | Italien         |
| 18              | Kazakstan       |
| 19              | Frankrike       |
| 20              | Ukraina         |
| 21              | Storbritannien  |
| 22              | Japan           |

| JVM 2014 Div IIA | JVM 2014 Div IIA |
| ---------------- | ---------------- |
| 23               | Ungern           |
| 24               | Litauen          |
| 25               | Nederländerna    |
| 26               | Estland          |
| 27               | Rumänien         |
| 28               | Kroatien         |

| JVM 2014 Div IIB | JVM 2014 Div IIB |
| ---------------- | ---------------- |
| 29               | Sydkorea         |
| 30               | Spanien          |
| 31               | Serbien          |
| 32               | Australien       |
| 33               | Island           |
| 34               | Kina             |

| JVM 2014 Div III | JVM 2014 Div III |
| ---------------- | ---------------- |
| 35               | Belgien          |
| 36               | Nya Zeeland      |
| 37               | Mexiko           |
| 38               | Turkiet          |
| 39               | Sydafrika        |
| 40               | Bulgarien        |

## JVM 2014

### Spelformat
Ett nytt spelformat kom att användas i Toppdivisionens turnering. De fyra bäst rankade lagen i varje grupp efter gruppspelet avancerade till kvartsfinal, medan det sist placerade laget i respektive grupp spelade nedflyttningsserie i bäst av tre för att avgöra vilket lag som skulle flyttas ned till Division 1 A.
Grupperna bestämdes efter seedning baserad på landets slutplacering i föregående turnering, Juniorvärldsmästerskapet i ishockey 2013, och siffrorna inom parentes visar landets placering i det mästerskapet. Norge var inte med i Toppdivisionen 2013 utan vann Division I A och blev därmed kvalificerade till Toppdivisionen 2014.
Grupp A: USA (1), Kanada (4), Tjeckien (5), Slovakien (8), Tyskland (9).
Grupp B: Sverige (2), Ryssland (3), Schweiz (6), Finland (7), Norge (*).

### Arenor
|  | Malmö Arena i Malmö. Publikkapacitet 12 500.    |
|  | Malmö isstadion i Malmö. Publikkapacitet 5 800. |

### Gruppspel

#### Grupp A
| Lag       | S | V | ÖV | ÖF | F | GM | IM | MS  | P  |
| --------- | - | - | -- | -- | - | -- | -- | --- | -- |
| Kanada    | 4 | 3 | 0  | 1  | 0 | 19 | 12 | +7  | 10 |
| USA       | 4 | 3 | 0  | 0  | 1 | 21 | 7  | +14 | 9  |
| Tjeckien  | 4 | 1 | 1  | 0  | 2 | 10 | 13 | −3  | 5  |
| Slovakien | 4 | 1 | 0  | 0  | 3 | 16 | 17 | −1  | 3  |
| Tyskland  | 4 | 1 | 0  | 0  | 3 | 7  | 24 | −17 | 3  |

¦¦ Kvalificerade sig till slutspel efter avslutat gruppspel

¦¦ Spelade om nedflyttning efter avslutat gruppspel

##### Matcher
Alla tider är lokala (UTC+1)
| 26 december 2013 13:30 | Tyskland | 2–7 2–4, 0–2, 0–1 | Kanada | Malmö isstadion |

|  |                                       | Matchsummering | | Åskådare: 1 861                 |                                 |
|  | Dorian Säftel 01:35 Janik Moser 15:59 |                | 06:21 Josh Anderson 10:41 Anthony Mantha 17:36 Anthony Mantha 18:29 Bo Horvat 26:45 Sam Reinhart 31:28 Anthony Mantha 50:13 Nic Petan | Domare: René Hradil Jozef Kubuš | Domare: René Hradil Jozef Kubuš |

| 26 december 2013 17:30 | Tjeckien | 1–5 0–2, 0–2, 1–1 | USA | Malmö isstadion |

|  |                      | Matchsummering | | Åskådare: 1 321                       |                                       |
|  | Michal Plutnar 45:47 |                | 01:21 Riley Barber 02:02 Will Butcher 29:23 Hudson Fasching 37:03 Jaccob Slavin 57:49 Vince Hinostroza | Domare: Daniel Stricker, Marc Wiegand | Domare: Daniel Stricker, Marc Wiegand |

| 27 december 2013 15:00 | Slovakien | 9–2 3–0, 3–1, 3–1 | Tyskland | Malmö isstadion |

|  | | Matchsummering |                                         | Åskådare: 533                     |                                   |
|  | Milan Kolena 03:33 Marko Daňo 12:38 Dávid Gríger 17:24 Marko Daňo 21:57 Milan Kolena 26:31 Daniel Gachulinec 30:38 Martin Réway 47:44 Mário Lunter 48:24 Stanislav Horanský 57:30 |                | 22:38 Dominik Kahun 45:56 Dominik Kahun | Domare: Antti Boman Jacob Grumsen | Domare: Antti Boman Jacob Grumsen |

| 28 december 2013 13:30 | USA | 6–3 2–0, 1–2, 3–1 | Slovakien | Malmö isstadion |

|  | | Matchsummering |                                                          | Åskådare: 1 658                    |                                    |
|  | Jack Eichel 16:53 Dan O'Regan 19:59 Ryan Hartman 24:22 Matt Grzelcyk 49:33 Stefan Matteau 49:15 Riley Barber 56:34 |                | 31:04 Milan Kolena 32:57 Martin Réway 57:52 Martin Réway | Domare: Steve Papp Evgenij Romasko | Domare: Steve Papp Evgenij Romasko |

| 28 december 2013 17:30 | Kanada | 4–5 (str) 1–1, 0–1, 3–2, 0–0, 0–1 | Tjeckien | Malmö isstadion |

|  |                                                                                 | Matchsummering |                                                                                | Åskådare: 3 011                     |                                     |
|  | Sam Reinhart 15:50 Jonathan Drouin 40:24 Aaron Ekblad 51:09 Charles Hudon 53:01 |                | 07:10 David Kampf 37:16 Michal Plutnar 44:07 Vojtech Tomeček 52:45 Jakub Vrána | Domare: Jacob Grumsen Timothy Mayer | Domare: Jacob Grumsen Timothy Mayer |

| 29 december 2013 15:00 | Tyskland | 0–8 0–2, 0–4, 0–2 | USA | Malmö isstadion |

|  |  | Matchsummering | | Åskådare: 651                      |                                    |
|  |  |                | 08:09 Hudson Fasching 11:56 Nicolas Kerdiles 22:21 Will Butcher 23:27 Vince Hinostroza 31:46 Riley Barber 33:57 Matt Grzelcyk 50:04 Steven Santini 53:46 Vince Hinostroza | Domare: Marcus Linde Devin Piccott | Domare: Marcus Linde Devin Piccott |

| 30 december 2013 13:30 | Tjeckien | 0–3 0–1, 0–2, 0–0 | Tyskland | Malmö isstadion |

|  |  | Matchsummering |                                                                   | Åskådare: 1 062                 |                                 |
|  |  |                | 14:25 Frederik Tiffels 35:24 Dominik Kahun 37:51 Frederik Tiffels | Domare: Tobias Björk Steve Papp | Domare: Tobias Björk Steve Papp |

| 30 december 2013 17:30 | Kanada | 5–3 1–1, 1–2, 3–0 | Slovakien | Malmö isstadion |

|  | | Matchsummering |                                                          | Åskådare: 2 558                      |                                      |
|  | Curtis Lazar 18:12 Anthony Mantha 37:00 Jonathan Drouin 54:02 Nicolas Petan 57:14 Nicolas Petan 58:39 |                | 01:40 David Griger 27:07 Martin Réway 32:33 David Griger | Domare: René Hradil Evgeniij Romasko | Domare: René Hradil Evgeniij Romasko |

| 31 december 2013 13:30 | Slovakien | 1–4 0–2, 1–2, 0–0 | Tjeckien | Malmö isstadion |

|  |                    | Matchsummering |                                                                                | Åskådare: 1 259                  |                                  |
|  | Milan Kolena 39:56 |                | 00:18 David Pastrňák 03:54 Ondřej Kaš 22:00 Martin Procházka 26:46 Petr Šidlík | Domare: Antti Boman Marcus Linde | Domare: Antti Boman Marcus Linde |

| 31 december 2013 17:30 | USA | 2–3 0–0, 1–1, 1–2 | Kanada | Malmö isstadion |

|  |                                         | Matchsummering |                                                         | Åskådare: 3 882                      |                                      |
|  | Riley Barber 23:29 Stefan Matteau 57:15 |                | 32:19 Nic Petan 43:54 Connor McDavid 46:13 Curtis Lazar | Domare: Tobias Björk Daniel Stricker | Domare: Tobias Björk Daniel Stricker |

#### Grupp B
| Lag      | S | V | ÖV | ÖF | F | GM | IM | MS  | P  |
| -------- | - | - | -- | -- | - | -- | -- | --- | -- |
| Sverige  | 4 | 4 | 0  | 0  | 0 | 22 | 7  | +15 | 12 |
| Finland  | 4 | 2 | 0  | 1  | 1 | 14 | 10 | +4  | 7  |
| Ryssland | 4 | 2 | 0  | 0  | 2 | 21 | 8  | +13 | 6  |
| Schweiz  | 4 | 1 | 1  | 0  | 2 | 11 | 17 | −6  | 5  |
| Norge    | 4 | 0 | 0  | 0  | 4 | 3  | 29 | −26 | 0  |

¦¦ Kvalificerar sig till slutspel efter avslutat gruppspel

¦¦ Spel om nedflyttning efter avslutat gruppspel

##### Matcher
Alla tider är lokala (UTC+1)
| 26 december 2013 15:00 | Norge | 0–11 0–5, 0–5, 0–1 | Ryssland | Malmö Arena |

|  |  | Matchsummering | | Åskådare: 4 260                   |                                   |
|  |  |                | 05:04 Vjatjeslav Osnovin 06:26 Nikita Zadorov 06:37 Damir Zjafjarov 13:35 Vadim Chlopotov 15:03 Michail Grigorenko 26:57 Vadim Chlopotov 29:20 Nikita Trjamkin 31:03 Anton Slepysjev 37:18 Nikita Zadorov 38:25 Aleksandr Barabanov 48:02 Anton Slepysjev | Domare: Steve Papp, Devin Piccott | Domare: Steve Papp, Devin Piccott |

| 26 december 2013 19:00 | Schweiz | 3–5 2–3, 0–0, 1–2 | Sverige | Malmö Arena |

|  |                                                             | Matchsummering | | Åskådare: 11 109                       |                                        |
|  | Sandro Zangger 05:43 Kevin Fiala 08:23 Fabrice Herzog 41:01 |                | 06:54 Filip Forsberg 08:44 Lukas Bengtsson 17:19 Oskar Sundqvist 42:43 Christian Djoos 57:13 Andreas Johnson | Domare: Timothy Mayor Jevgenij Romasko | Domare: Timothy Mayor Jevgenij Romasko |

| 27 december 2013 17:30 | Finland | 5–1 1–0, 3–0, 1–1 | Norge | Malmö Arena |

|  | | Matchsummering |                           | Åskådare: 734                      |                                    |
|  | Artturi Lehkonen 19:13 Saku Mänalanen 22:57 Saku Mänalanen 34:19 Joni Nikko 35:18 Ville Leskinen 47:40 |                | 56:52 Tim Robin Johnsgard | Domare: Tobias Björk, Marcus Linde | Domare: Tobias Björk, Marcus Linde |

| 28 december 2013 15:00 | Sverige | 4–2 1–1, 2–0, 1–1 | Finland | Malmö Arena |

|  |                                                                                                | Matchsummering |                                            | Åskådare: 11 604                    |                                     |
|  | Alexander Wennberg 04:15 Andreas Johnson 34:04 Jacob de la Rose 36:19 Alexander Wennberg 47:27 |                | 00:41 Esa Lindell 40:42 Rasmus Ristolainen | Domare: René Hradil Daniel Stricker | Domare: René Hradil Daniel Stricker |

| 28 december 2013 19:00 | Ryssland | 7–1 2–1, 3–0, 2–0 | Schweiz | Malmö Arena |

|  | | Matchsummering |                   | Åskådare: 7 543                  |                                  |
|  | Ivan Barbasjov 16:27 Andrej Mironov 17:31 Bogdan Jakimov 26:23 Aleksandr Barabanov 31:27 Damir Zjafjarov 32:01 Vjatjeslav Osnovin 48:17 Michail Grigorenko 49:52 |                | 15:02 Jason Fuchs | Domare: Tobias Björk Jozef Kubuš | Domare: Tobias Björk Jozef Kubuš |

| 29 december 2013 17:30 | Norge | 0–10 0–3, 0–3, 0–4 | Sverige | Malmö Arena |

|  |  | Matchsummering | | Åskådare: 11 296                 |                                  |
|  |  |                | 03:26 Gustav Olofsson 08:55 André Burakovsky 15:42 André Burakovsky 21:16 Robert Hägg 25:01 André Burakovsky 29:42 Sebastian Collberg 43:40 Robin Norell 46:31 Alexander Wennberg 51:51 Elias Lindholm 57:37 Nick Sörensen | Domare: Antti Boman Marc Wiegand | Domare: Antti Boman Marc Wiegand |

| 30 december 2013 15:00 | Ryssland | 1–4 1–0, 0–3, 0–1 | Finland | Malmö Arena |

|  |                    | Matchsummering |                                                                                  | Åskådare: 945                       |                                     |
|  | Ivan Nalimov 05:27 |                | 22:21 Saku Mäenalanen 30:20 Henrik Haapala 35:07 Rasmus Kulmala 47:39 Joni Nikko | Domare: Jozef Kubuš Daniel Stricker | Domare: Jozef Kubuš Daniel Stricker |

| 30 december 2013 19:00 | Schweiz | 3–2 0–1, 1–0, 2–1 | Norge | Malmö Arena |

|  |                                                                | Matchsummering |                                           | Åskådare: 418                       |                                     |
|  | Fabrice Herzog 34:39 Mirco Muller 46:17 Anthony Rouiller 51:42 |                | 09:27 Erlend Lesund 22:21 Saku Mäenalanen | Domare: Timothy Mayer Devin Piccott | Domare: Timothy Mayer Devin Piccott |

| 31 december 2013 14:00 | Sverige | 3–2 2–0, 0–1, 1–1 | Ryssland | Malmö Arena |

|  |                                                                  | Matchsummering |                                                    | Åskådare: 11 528                 |                                  |
|  | Andreas Johnson 03:29 Nick Sörensen 17:01 Jacob de la Rose 57:38 |                | 24:47 Aleksandr Barabanov 51:52 Michail Grigorenko | Domare: René Hradil Marc Wiegand | Domare: René Hradil Marc Wiegand |

| 31 december 2013 18:00 | Finland | 3–4 (str) 1–1, 1–2, 1–0, 0–0, 0–1 | Schweiz | Malmö Arena |

|  |                                                                  | Matchsummering |                                                             | Åskådare: 718                    |                                  |
|  | Henrik Haapala 19:34 Aleksi Mustonen 30:29 Saku Maenalanen 40:35 |                | 18:50 Flavio Schmutz 26:56 Fabrice Herzog 29:49 Nico Dunner | Domare: Steve Papp Devin Piccott | Domare: Steve Papp Devin Piccott |

### Nedflyttningsmatcher
Nedflyttningsmatcherna spelades i bäst av tre mellan de två lagen som placerade sig som lag fem i respektive grupp. Norge vann den första matchen med 3–0, men besegrades av Tyskland i den andra matchen med 4–3 och i den tredje med 3–1. Tyskland ordnade därmed en plats i högsta divisionen till JVM 2015, medan Norge flyttades ner en division inför nästa års mästerskap.
| 2 januari 2014 11:00 | Tyskland | 0–3 0–0, 0–3, 0–0 | Norge | Malmö Arena |

|  |  | Matchsummering |                                                                    | Åskådare: 294                  |                                |
|  |  |                | 25:06 Martin Ronnild 26:19 Didrik Svendsen 33:42 Andreas Klavestad | Domare: René Hradil Steve Papp | Domare: René Hradil Steve Papp |

| 3 januari 2014 16:00 | Norge | 3–4 1–2, 2–0, 0–2 | Tyskland | Malmö isstadion |

|  |                                                                      | Matchsummering |                                                                                       | Åskådare: 463                       |                                     |
|  | Jørgen Karterud 03:32 Siemen Nielsen 23:58 Tim Robin Johnsgard 34:48 |                | 05:35 Sven Ziegler 07:50 Leon Draisaitl 46:25 Markus Eisenschmid 47:41 Leon Draisaitl | Domare: Antti Boman Daniel Stricker | Domare: Antti Boman Daniel Stricker |

| 5 januari 2014 12:00 | Tyskland | 3–1 1–0, 1–0 1–1 | Norge | Malmö isstadion |

|  |                                                                  | Matchsummering |                      | Åskådare: 157                    |                                  |
|  | Frederik Tiffels 19:46 Dominik Kahun 39:20 Patrick Klopper 43:43 |                | 54:25 Magnus Fischer | Domare: Jozef Kubuš Marcus Linde | Domare: Jozef Kubuš Marcus Linde |

### Slutspel

#### Slutspelsträd
|  | Kvartsfinal |             |             |  |     |            |            |            |  |       |         |         |   |
|  | A1          | Kanada      | 4           |  |     |            |            |            |  |       |         |         |   |
|  | B4          | Schweiz     | 1           |  |     | Semifinal  | Semifinal  | Semifinal  |  |       |         |         |   |
|  |             |             |             |  |     | KF2        | Kanada     | 1          |  |       |         |         |   |
|  | Kvartsfinal | Kvartsfinal | Kvartsfinal |  | KF1 | Finland    | 5          |            |  |       |         |         |   |
|  | B2          | Finland     | 5           |  |     |            |            |            |  |       |         |         |   |
|  | A3          | Tjeckien    | 3           |  |     | Bronsmatch | Bronsmatch | Bronsmatch |  | Final | Final   | Final   |   |
|  |             |             |             |  |     | SF2        | Kanada     | 1          |  | SF2   | Sverige | 2       |   |
|  | Kvartsfinal | Kvartsfinal | Kvartsfinal |  |     | SF1        | Ryssland   | 2          |  |       | SF1     | Finland | 3 |
|  | B1          | Sverige     | 6           |  |     |            |            |            |  |       |         |         |   |
|  | A4          | Slovakien   | 0           |  |     | Semifinal  | Semifinal  | Semifinal  |  |       |         |         |   |
|  |             |             |             |  |     | KF4        | Sverige    | 2          |  |       |         |         |   |
|  | Kvartsfinal | Kvartsfinal | Kvartsfinal |  | KF3 | Ryssland   | 1          |            |  |       |         |         |   |
|  | A2          | USA         | 3           |  |     |            |            |            |  |       |         |         |   |
|  | B3          | Ryssland    | 5           |  |     |            |            |            |  |       |         |         |   |

#### Kvartsfinaler
| 2 januari 2014 12:00 | USA | 3–5 3–2, 0–2, 0–1 | Ryssland | Malmö isstadion |

|  |                                                                | Matchsummering | | Åskådare: 1 876                  |                                  |
|  | Stefan Matteau 08:50 Ryan Hartman 11:23 Nicolas Kerdiles 16:51 |                | 06:17 Michail Grigorenko 09:11 Pavel Butjnevitj 33:15 Nikita Zadorov 34:16 Nikita Zadorov 59:32 Pavel Butjnevitj | Domare: Jozef Kubus Marcus Linde | Domare: Jozef Kubus Marcus Linde |

| 2 januari 2014 14:30 | Finland | 5–3 1–1, 1–2, 3–0 | Tjeckien | Malmö Arena |

|  | | Matchsummering |                                                              | Åskådare: 4 085                   |                                   |
|  | Saku Mänalanen 02:54 Juuso Ikonen 38:05 Henri Ikonen 45:56 Saku Kinnunen 51:39 Saku Mänalanen 59:45 |                | 03:39 Dominik Simon 31:07 Martin Procházka 34:23 Radek Faksa | Domare: Tobias Björk Marc Wiegand | Domare: Tobias Björk Marc Wiegand |

| 2 januari 2014 17:00 | Kanada | 4–1 1–0, 1–1, 2–0 | Schweiz | Malmö isstadion |

|  |                                                                                      | Matchsummering |                   | Åskådare: 2 580                       |                                       |
|  | Griffin Reinhart 18:08 Anthony Mantha 29:04 Curtis Lazar 44:11 Derrick Pouliot 53:49 |                | 39:59 Nico Dunner | Domare: Jacob Grumsen Evgenij Romasko | Domare: Jacob Grumsen Evgenij Romasko |

| 2 januari 2014 19:30 | Sverige | 6–0 2–0, 2–0, 2–0 | Slovakien | Malmö Arena |

|  | | Matchsummering |  | Åskådare: 10 857                    |                                     |
|  | Lucas Wallmark 11:58 Elias Lindholm 18:39 Filip Forsberg 21:10 Lucas Wallmark 33:21 Filip Forsberg 53:58 Jacob de la Rose 55:19 |                |  | Domare: Timothy Mayer Devin Piccott | Domare: Timothy Mayer Devin Piccott |

#### Semifinaler
| 4 januari 2014 15:00 | Sverige | 2–1 1–0, 0–0, 1–1 | Ryssland | Malmö Arena |

|  |                                            | Matchsummering |                       | Åskådare: 11 725                |                                 |
|  | Filip Forsberg 19:11 Oskar Sundqvist 44:55 |                | 46:37 Damir Zjafjarov | Domare: Antti Boman René Hradil | Domare: Antti Boman René Hradil |

| 4 januari 2014 19:00 | Kanada | 1–5 0–0, 1–3, 0–2 | Finland | Malmö Arena |

|  |                       | Matchsummering | | Åskådare: 11 544                   |                                    |
|  | Jonathan Drouin 31:24 |                | 24:19 Joni Nikko 26:10 Artturi Lehkonen 35:36 Rasmus Ristolainen 56:48 Teuvo Teräväinen 59:11 Teuvo Teräväinen | Domare: Timothy Mayer Marc Wiegand | Domare: Timothy Mayer Marc Wiegand |

#### Bronsmatch
| 5 januari 2014 15:00 | Kanada | 1–2 0–2, 0–0, 1–0 | Ryssland | Malmö Arena |

|  |                      | Matchsummering |                                               | Åskådare: 10 713                   |                                    |
|  | Josh Morrissey 47:10 |                | 03:35 Michail Grigorenko 14:38 Eduard Gimatov | Domare: Tobias Björk Timothy Mayer | Domare: Tobias Björk Timothy Mayer |

#### Final
| 5 januari 2014 19:00 | Sverige | 2–3 (e.fl.) 0–1, 1–1, 1–0, 0–1 | Finland | Malmö Arena |

|  |                                            | Matchsummering |                                                                 | Åskådare: 12 023                   |                                    |
|  | Lucas Wallmark 27:53 Christian Djoos 50:53 |                | 00:28 Esa Lindell 28:38 Saku Mänalanen 69:42 Rasmus Ristolainen | Domare: Steve Papp Daniel Stricker | Domare: Steve Papp Daniel Stricker |

### Medaljörer
| Guld: | Silver: | Brons: |
| Finland #1 – Janne Juvonen · #4 – Mikko Lehtonen · #5 – Rasmus Ristolainen · #7 – Esa Lindell · #8 – Saku Mäenalanen · #9 – Julius Honka · #10 – Juuso Ikonen · #11 – Joni Nikko · #12 – Ville Pokka · #13 – Ville-Valtteri Leskinen · #14 – Topi Nättinen · #15 – Juuso Vainio · #18 – Saku Kinnunen · #19 – Mikko Vainonen · #20 – Teuvo Teräväinen · #21 – Aleksi Mustonen · #22 – Henri Ikonen · #25 – Henrik Haapala · #26 – Rasmus Kulmala · #28 – Artturi Lehkonen · #29 – Otto Rauhala · #30 – Ville Husso · #31 – Juuse Saros · | Sverige #1 – Marcus Högberg · #3 – Robin Norell · #4 – Christian Djoos · #5 – Andreas Johnson · #6 – Jesper Pettersson · #8 – Linus Arnesson · #9 – Jacob de la Rose · #10 – Alexander Wennberg · #13 – Gustav Olofsson · #14 – Robert Hägg · #15 – Sebastian Collberg · #16 – Filip Forsberg · #18 – Andre Burakovsky · #19 – Elias Lindholm · #20 – Lukas Bengtsson · #21 – Filip Sandberg · #23 – Nick Sörensen · #26 – Erik Karlsson · #27 – Anton Karlsson · #28 – Lucas Wallmark · #29 – Oskar Sundqvist · #30 – Jonas Johansson · #35 – Oscar Dansk · | Ryssland #1 – Igor Ustinski · #4 – Ilya Lyubushkin · #5 – Alexei Bereglazov · #6 – Valeri Vasilyev · #7 – Kirill Maslov · #8 – Nikita Tryamkin · #9 – Anton Slepysjev · #10 – Bogdan Yakimov · #11 – Damir Zhafyarov · #12 – Ivan Barbashev · #14 – Nikolai Skladnichenko · #15 – Georgi Busarov · #16 – Nikita Zadorov · #17 – Eduard Gimatov · #18 – Vyacheslav Osnovin · #19 – Pavel Buchnevich · #20 – Ivan Nalimov · #21 – Alexander Barabanov · #22 – Andrei Mironov · #23 – Valentin Zykov · #25 – Michail Grigorenko · #27 – Vadim Khlopotov · #30 – Andrej Vasilevskij |

Källa:
1
2
3

### All Star lag
Utsedda av media.
- Målvakt  Juuse Saros
- Back  Nikita Zadorov
- Back  Rasmus Ristolainen
- Forward  Filip Forsberg
- Forward  Teuvo Teräväinen
- Forward  Anthony Mantha

- MVP -  Filip Forsberg

### Bästa spelare
Utsedda av JVM:s direktorat. 
- Målvakt  Oscar Dansk
- Back  Rasmus Ristolainen
- Forward  Filip Forsberg

### Skytteliga
Listan visar topp tio i skytteligan rankade efter antal poäng, och därefter antal gjorda mål.
| Spelare            | SM | M | A  | Pts | +/- | PIM | POS |
| ------------------ | -- | - | -- | --- | --- | --- | --- |
| Teuvo Teräväinen   | 7  | 2 | 13 | 15  | +11 | 2   | F   |
| Filip Forsberg     | 7  | 4 | 8  | 12  | +3  | 2   | F   |
| Saku Mäenalanen    | 7  | 7 | 4  | 11  | +9  | 0   | F   |
| Anthony Mantha     | 7  | 5 | 6  | 11  | +6  | 0   | F   |
| Martin Réway       | 5  | 4 | 6  | 10  | 0   | 4   | F   |
| David Griger       | 5  | 4 | 6  | 10  | +1  | 0   | F   |
| Jonathan Drouin    | 7  | 3 | 6  | 9   | +5  | 24  | F   |
| Elias Lindholm     | 6  | 2 | 7  | 9   | -1  | 6   | F   |
| Michail Gregorenko | 7  | 5 | 3  | 8   | +6  | 0   | F   |
| Milan Kolena       | 5  | 4 | 4  | 8   | -1  | 6   | F   |

SM = Spelade matcher; M = Mål; A = Assists; Pts = Pooäng; +/- = Plus/minus-statistik; PIM = Utvisningsminuter; POS = Position

Källa: IIHF.com

### Målvaktsliga
Lista över de fem topprankade målvakterna, baserat på räddningsprocent, och vilka som spelat minst 40% av lagets speltid.
| Spelare            | TOI    | GA | GAA  | SA  | Sv%   | SO |
| ------------------ | ------ | -- | ---- | --- | ----- | -- |
| Juuse Saros        | 344:53 | 9  | 1.57 | 158 | 94.30 | 0  |
| Andrej Vasilevskij | 327:50 | 10 | 1.83 | 150 | 93.33 | 0  |
| Oskar Dansk        | 369:42 | 11 | 1.79 | 154 | 92.86 | 1  |
| Joachim Svendsen   | 318:01 | 16 | 3.02 | 173 | 91.53 | 1  |
| Marek Langhamer    | 243:47 | 12 | 3.95 | 116 | 90.62 | 0  |

TOI = Spelade minuter (minuter:sekunder); SA = Skott på mål; GA = Insläppta mål; GAA = Insläppta mål i snitt; Sv% = Räddningsprocent; SO = Straffar

Källa: IIHF.com

## Division I A
Division I A avgjordes i Sanok, Polen, från 15 till 21 december 2013.
Kvalificerade lag var:

- Danmark
- Lettland (Nedflyttade från Toppdivisionen)
- Polen (Uppflyttade från Division I B)
- Slovenien
- Belarus
- Österrike

Danmark vann gruppen och kommer att flyttas upp till toppdivisionen inför JVM 2015. Polen kom sist och flyttas ned till Division I B.

### Slutställning
| Lag       | S | V | ÖV | ÖF | F | GM | IM | MS  | P  |
| --------- | - | - | -- | -- | - | -- | -- | --- | -- |
| Danmark   | 5 | 5 | 0  | 0  | 0 | 20 | 10 | +10 | 15 |
| Lettland  | 5 | 4 | 0  | 0  | 1 | 23 | 7  | +16 | 12 |
| Belarus   | 5 | 3 | 0  | 0  | 2 | 23 | 14 | +9  | 9  |
| Österrike | 5 | 2 | 0  | 0  | 3 | 10 | 14 | −4  | 6  |
| Slovenien | 5 | 0 | 1  | 0  | 4 | 11 | 28 | −17 | 2  |
| Polen     | 5 | 0 | 0  | 1  | 4 | 6  | 20 | −14 | 1  |

## Division I B
Division I B avgjordes i Dumfries, Storbritannien, från 9 till 15 december 2013. Kvalificerade lag var:
- Frankrike (Nedflyttade från Division I A)
- Italien
- Japan (Uppflyttade från Division II A)
- Kazakstan
- Storbritannien
- Ukraina

Italien vann gruppen och kommer att flyttas upp till Division I A. Japan flyttas ned till Division II A.

### Slutställning
| Lag            | S | V | ÖV | ÖF | F | GM | IM | MS  | P  |
| -------------- | - | - | -- | -- | - | -- | -- | --- | -- |
| Italien        | 5 | 3 | 2  | 0  | 0 | 20 | 16 | +4  | 13 |
| Kazakstan      | 5 | 2 | 2  | 0  | 1 | 28 | 16 | +12 | 10 |
| Frankrike      | 5 | 2 | 0  | 2  | 1 | 15 | 16 | −1  | 8  |
| Ukraina        | 5 | 2 | 0  | 0  | 3 | 11 | 15 | −4  | 6  |
| Storbritannien | 5 | 1 | 1  | 1  | 2 | 13 | 20 | −7  | 6  |
| Japan          | 5 | 0 | 0  | 0  | 5 | 17 | 23 | −6  | 0  |

## Division II A
Division II A avgjordes i Miskolc, Ungern, från 15 till 21 december 2013.Kvalificerade lag var:

- Estland (Uppflyttade från Division II B)
- Kroatien (Nedflyttade från Division I B)
- Litauen
- Nederländerna
- Rumänien
- Ungern

Ungern vann gruppen och kommer att flyttas upp till Division I grupp B inför JVM 2015. Kroatien kom sist och flyttas ned till Division II grupp B till JVM 2015.

### Slutställning
| Lag           | S | V | ÖV | ÖF | F | GM | IM | MS  | P  |
| ------------- | - | - | -- | -- | - | -- | -- | --- | -- |
| Ungern        | 5 | 5 | 0  | 0  | 0 | 34 | 7  | +27 | 15 |
| Litauen       | 5 | 3 | 1  | 0  | 1 | 21 | 14 | +7  | 11 |
| Nederländerna | 5 | 3 | 0  | 1  | 1 | 22 | 18 | +4  | 10 |
| Estland       | 5 | 2 | 0  | 0  | 3 | 11 | 19 | −8  | 6  |
| Rumänien      | 5 | 1 | 0  | 0  | 4 | 8  | 20 | −12 | 3  |
| Kroatien      | 5 | 0 | 0  | 0  | 5 | 8  | 26 | −18 | 0  |

## Division II B
Division II B avgjoras i Jaca, Spanien, från 11 till 17 januari 2014. Kvalificerade lag var:

- Australien
- Island
- Kina (Uppflyttade från Division III)
- Serbien
- Spanien (Nedflyttade från Division II A)
- Sydkorea

Sydkorea vann turneringen och flyttas upp till Division II A inför JVM 2015. Kina kom sist och flyttas ned till Division III till JVM 2015.

### Slutställning
| Lag        | S | V | ÖV | ÖF | F | GM | IM | MS  | P  |
| ---------- | - | - | -- | -- | - | -- | -- | --- | -- |
| Sydkorea   | 5 | 5 | 0  | 0  | 0 | 41 | 12 | +29 | 15 |
| Spanien    | 5 | 4 | 0  | 0  | 1 | 19 | 11 | +8  | 12 |
| Serbien    | 5 | 3 | 0  | 0  | 2 | 15 | 15 | 0   | 9  |
| Australien | 5 | 1 | 1  | 0  | 3 | 12 | 19 | −7  | 5  |
| Island     | 5 | 1 | 0  | 1  | 3 | 20 | 19 | +1  | 4  |
| Kina       | 5 | 0 | 0  | 0  | 5 | 9  | 40 | −31 | 0  |

## Division III
Division III avgjordes i Izmir, Turkiet, från 12 till 18 januari 2014. Kvalificerade lag var:

- Belgien (Nedflyttade från Division II B)
- Bulgarien
- Mexiko
- Nya Zeeland
- Sydafrika
- Turkiet

Belgien vann turneringen och flyttas upp till Division II B inför JVM 2015. Bulgarien kom sist och får kvala till Division III inför JVM 2015.

### Slutställning
| Lag         | S | V | ÖV | ÖF | F | GM | IM | MS  | P  |
| ----------- | - | - | -- | -- | - | -- | -- | --- | -- |
| Belgien     | 5 | 5 | 0  | 0  | 0 | 37 | 3  | +34 | 15 |
| Nya Zeeland | 5 | 4 | 0  | 0  | 1 | 29 | 6  | +23 | 12 |
| Mexiko      | 5 | 2 | 1  | 0  | 2 | 16 | 11 | +5  | 8  |
| Turkiet     | 5 | 2 | 0  | 1  | 2 | 10 | 24 | −14 | 7  |
| Sydafrika   | 5 | 0 | 1  | 0  | 4 | 7  | 26 | −19 | 2  |
| Bulgarien   | 5 | 0 | 0  | 1  | 4 | 4  | 33 | −29 | 1  |